# مارك غوللي
مارك غوللي (بالإنجليزية: Mark Golley)‏ هو لاعب كرة قدم بريطاني في مركز قلب الدفاع، ولد في 28 أكتوبر 1962 في بكنهام ‏ في المملكة المتحدة. لعب مع ساتون يونايتد وويلينج يونايتد.